# Bishopbriggs
Bishopbriggs (gael. Coille Dobhair) – miasto w środkowej Szkocji, w hrabstwie East Dunbartonshire (historycznie w Lanarkshire), położone na północnym obrzeżu aglomeracji Glasgow. W 2011 roku liczyło 22 870 mieszkańców.
Tereny te należały w przeszłości do biskupów Glasgow. W XIX wieku Bishopbriggs zamieszkane było głównie przez robotników zatrudnionych w okolicznych kamieniołomach, a w późniejszym okresie także w kopalni węgla. W 1861 roku miejscowość liczyła 658 mieszkańców, a w 1871 – 782. W 1842 roku otworzona została tutaj stacja kolejowa na linii Edinburgh and Glasgow Railway. W XX wieku miasto stopniowo przeobraziło się w stosunkowo zamożne przedmieście Glasgow, pozostając poza jego granicami administracyjnymi. Szczytowy okres rozrostu miasta przypadł na lata 50. i 60. XX wieku, kiedy to wybudowano rozległe osiedla mieszkaniowe.